# Стела «Город воинской славы» (Колпино)
Памятник-стела «Город воинской славы» — памятник, установленный в ознаменование присвоения городу Колпино почётного звания Российской Федерации «Город воинской славы». Открыт в мае 2015 года в сквере Героев-Ижорцев, располагающемся между улицами Веры Слуцкой, Братьев Радченко и Пролетарской улицей.

## Описание
Памятная стела представляет собой шестиметровую коричневую гранитную полированную колонну дорического ордера, увенчанную гербом России — фигурой двуглавого орла, размещённого на шаре. Колонна установлена в центре квадратной площади на каменном основании высотой чуть более двух метров, к которому ведут три ступени. На передней части постамента расположен картуш с текстом указа Президента о присвоении городу Колпино звания «Город воинской славы», с обратной стороны постамента — картуш с изображением городского герба. Высота стелы — около 11 метров, каждая сторона квадратной площади равна 17 метрам. По углам площади установлены четыре пилона, на каждом из которых размещены бронзовые барельефы, посвящённые славным событиям из богатой ратной и трудовой колпинской истории, связанным с военно-промышленной специализацией Ижорского завода и фронтовым положением города в годы Великой Отечественной войны.
Типовой проект памятника разработан авторским коллективом в составе: Заслуженный архитектор России, действительный член Международной академии архитектуры И. Н. Воскресенский, архитекторы Г. А. Ишкильдина, В. В. Перфильев, Заслуженный художник России, член-корреспондент Российской академии художеств, скульптор С. А. Щербаков. Он победил в 2008 году в открытом Всероссийском конкурсе на лучший архитектурно-скульптурный проект стелы, устанавливаемой в городах, которым присвоено почетное звание «Город воинской славы».

## История памятника
История Колпина — это история ратных подвигов России. В 1240 году князь Александр Ярославич Невский в устье Ижоры одержал победу над шведами, остановив их продвижение на Ладогу и Новгород. А с началом Великой Отечественной войны и блокады Ленинграда город-труженик стал городом-воином: в нём формировались части народного ополчения, из рабочих завода был сформирован Ижорский батальон. Линия фронта проходила в непосредственной близости от территории завода, который подвергался вражеским артобстрелам (к 1944 году из 2183 домов сохранилось 327), в городских кварталах и на бульварах разорвалось 140 939 снарядов и 436 авиабомб. Но Ижорские заводы продолжали работать и выпускать продукцию для фронта. Жители города совершили беспримерный подвиг, сделав всё, чтобы не пустить врага на родную землю.
После учреждения в 2006 году почётного звания Российской Федерации «Город воинской славы» депутаты, ветеранские и другие общественные организации выступили с инициативой о присвоении Колпину этого высокого звания, однако ходатайство, направленное в 2007 году, не встретило поддержки из-за неопределённости в правовом статусе города. Но в 2009 году было подготовлено новое обращение с обоснованными доказательствами статуса Колпина, и 5 мая 2011 года указом Президента РФ Дмитрия Медведева № 587 за мужество, стойкость и массовый героизм, проявленный защитниками города в борьбе за свободу и независимость Отечества, городу Колпино присвоено почетное звание РФ «Город воинской славы». Торжественная церемония вручения грамоты о присвоении городу почётного звания состоялась 22 июня 2011 года в Московском Кремле. Согласно Указу Президента РФ от 1 декабря 2006 года № 1340 в каждом из городов, удостоенных такого высокого статуса, должна быть установлена стела.
По итогам проведённых публичных слушаний с участием ветеранов и почётных граждан открытым голосованием местом установки стелы в Колпине был выбран сквер у архитектурной доминанты — кинотеатра «Подвиг», излюбленное место отдыха жителей города. Вблизи располагаются фонтан и братское воинское кладбище, где захоронено около 888 советских воинов, павших в Великой Отечественной войне.
Официальная церемония закладки первого камня на месте будущей стелы была проведена 31 августа 2012 года, с участием ветеранов войны и труда и представителей администрации города и района. В 2014 году поступили в обращение почтовая марка и 10-рублёвая памятная монета России из серии «Города воинской славы», посвящённые присвоению городу Колпино почётного звания Российской Федерации. А 7 мая 2015 года, в ходе празднования 70-летия Великой Победы, состоялось торжественное открытие памятника. При участии роты почетного караула был зажжён Вечный огонь, прибывший в Колпино из Москвы от могилы Неизвестного солдата. На открытии стелы присутствовали ветераны, губернатор Санкт-Петербурга Георгий Полтавченко и другие представители администрации, а также школьники.
Мемориальная стела изображена на памятной медали «Колпино — город воинской славы», учреждённой решением колпинского муниципального совета от 22 августа 2012 года № 256. Ещё одним символом стал Меч Победы, вручённый Колпино, как и другим городам воинской славы, 9 июня 2022 года в зале Славы Музея Победы в парке Победы на Поклонной горе в Москве. Изготовленный в Златоусте меч покрыт золотом высшей 999,9 пробы и инкрустирован уральскими самоцветами — гранатами, символизирующими пролитую кровь, и голубыми топазами, которые считаются символом мира. Длина мечей составляет 1,2 метра, вес — более пяти килограммов. На клинке, украшенном растительным орнаментом, высечены знаменитые слова князя Александра Невского: «Кто с мечом к нам придет, тот от меча и погибнет». Ранее, в апреле 2015 года, аналогичные Мечи Победы были переданы на вечное хранение городам-героям.

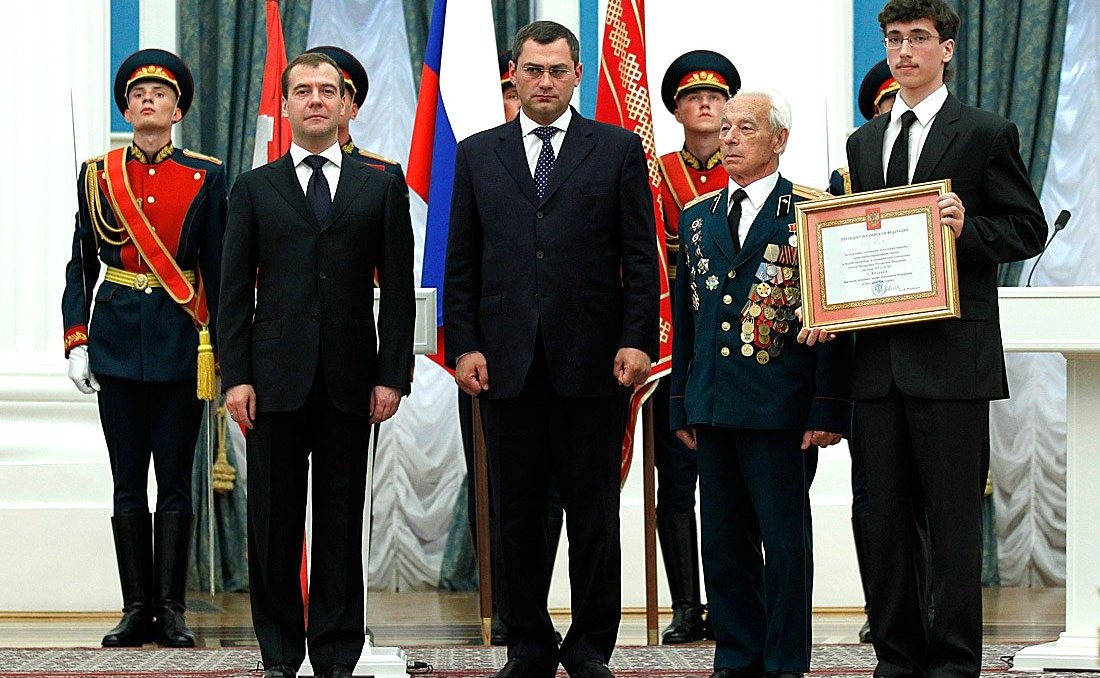
Вручение президентом представителям города грамоты о присвоении почётного звания
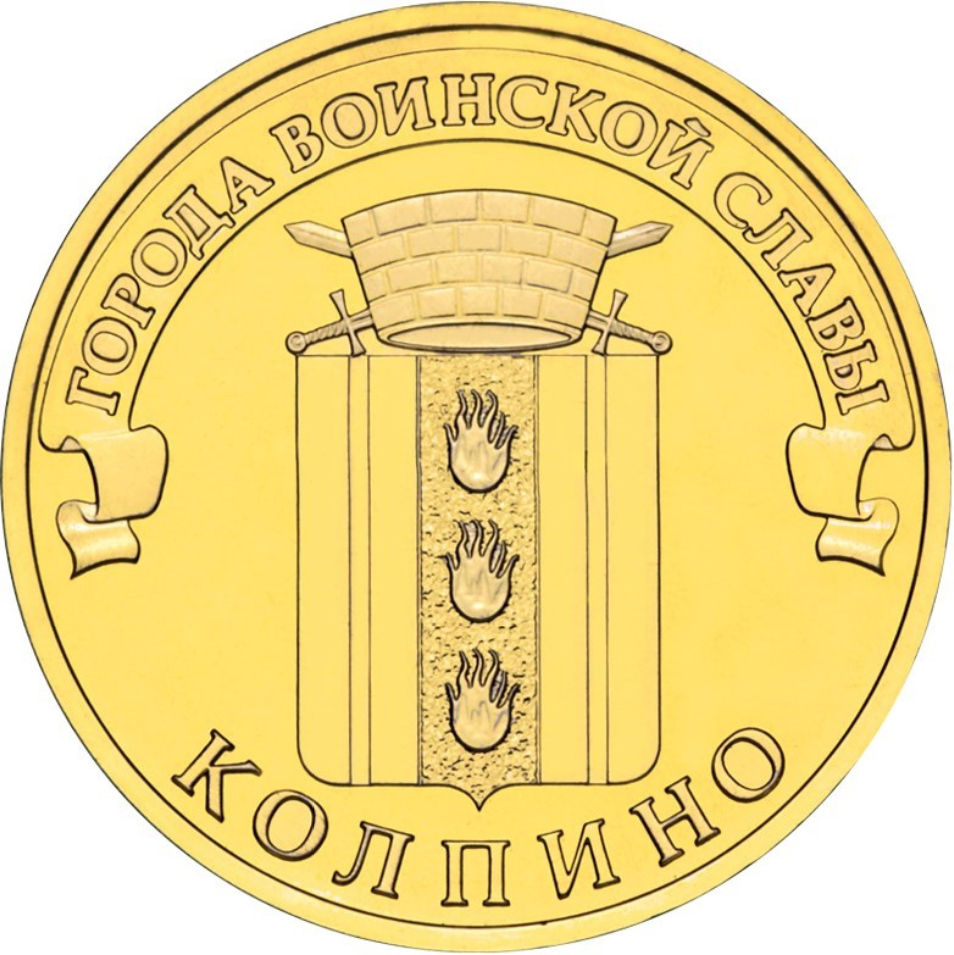
Изображение герба города воинской славы на десятирублёвой монете
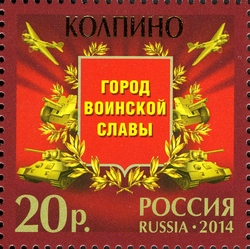
Памятная марка, посвящённая городу воинской славы
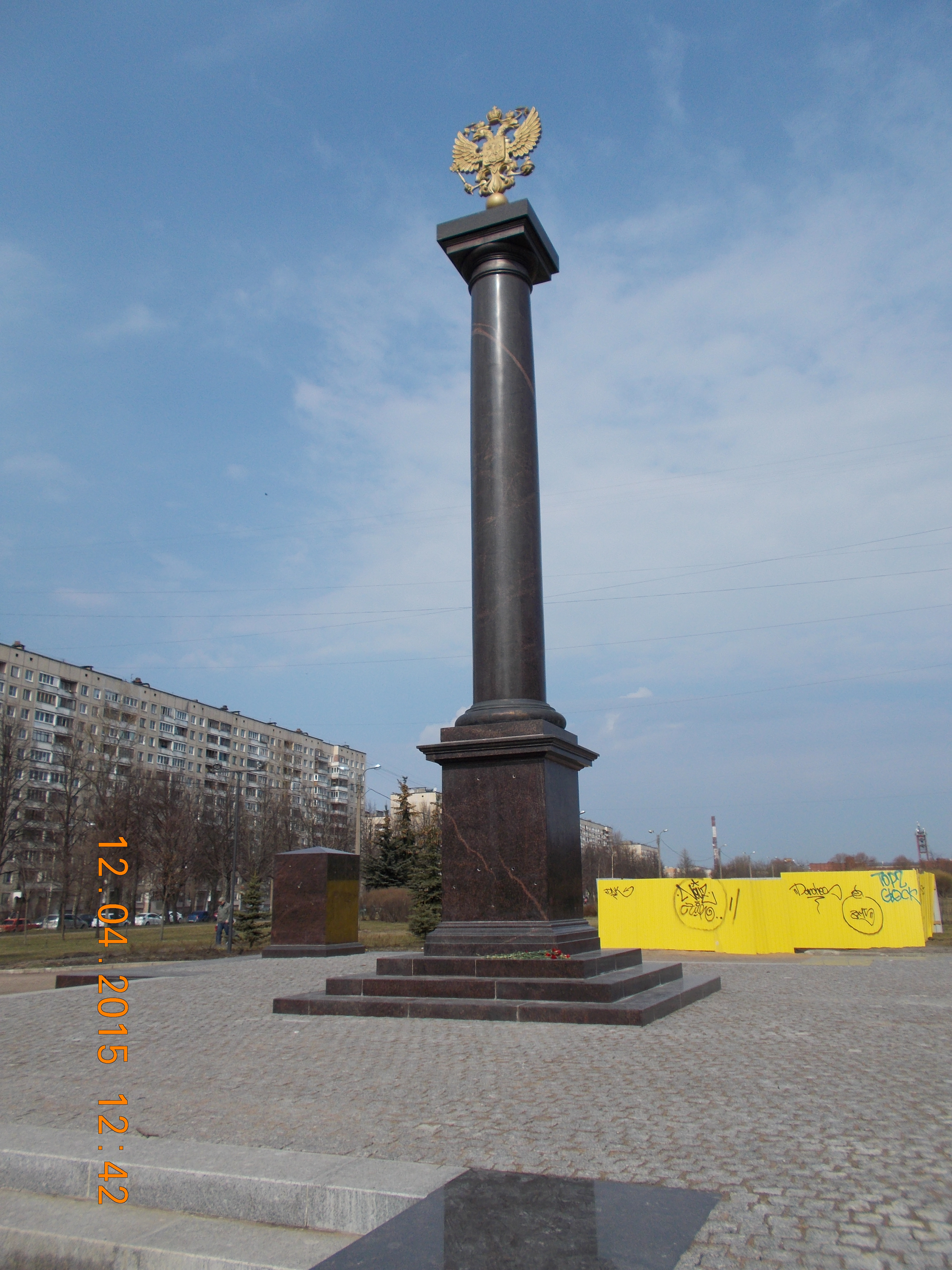
Стела в процессе сооружения (до размещения барельефов)
Медаль с изображением стелы